# A Peck a Sec.
A Peck a Sec. (talvolta Pec a sec) è una canzone scritta da Hank Mobley e registrata per la prima volta il 6 novembre 1960 dal trombettista statunitense Freddie Hubbard, componimento incluso nell'album Goin' Up per l'incisione curata dalla Blue Note Records con il numero di catalogo BLP 4056.

## Il brano
Il brano è una canzone dal ritmo swing per una composizione jazz orchestrale che unisce il free jazz e l'hard bop. Secondo le note di Ira Gitler (1961), storico del jazz, la musica si basa sul giro di accordi del noto standard jazz I Got Rhythm: la prima esecuzione fu eseguita con il convincente supporto di musicisti notevoli come Paul Chambers e Philly Joe Jones, oltre alla capacità della mano destra del pianista McCoy Tyner ("mai così felice" come in questa occasione, per Gitler). Fra l'altro, Jones ebbe un breve assolo prima della chiusura.
La canzone è stata scritta dal sassofonista e compositore statunitense Hank Mobley – anch'egli presente all'esecuzione sonora di A Peck a Sec. con il suo sassofono tenore accanto a Hubbard, Chambers e gli altri già citati – di certo conosciuto al grande pubblico a partire dalla partecipazione all'album di Miles Davis, Someday My Prince Will Come (1961).